# Savignia amurensis
Savignia amurensis är en spindelart som beskrevs av Kirill Yeskov 1991. Savignia amurensis ingår i släktet Savignia och familjen täckvävarspindlar. Inga underarter finns listade i Catalogue of Life.